# Astragalus spinescens
Astragalus spinescens är en ärtväxtart som beskrevs av Aleksandr Andrejevitj Bunge. Astragalus spinescens ingår i släktet vedlar, och familjen ärtväxter. Inga underarter finns listade i Catalogue of Life.